# NIRS
NIRS (z ang. near infrared spectroscopy) – technika wizualizacji aktywności mózgu, polegająca na przepuszczeniu promieni lasera przez czaszkę. Lasery te są bardzo słabe, jednak pracują z częstotliwością fali świetlnej (bliskiej podczerwieni), dla której czaszka jest przeźroczysta. Krew zawierająca tlen absorbuje inne częstotliwości fal świetlnych niż krew, w której tlen został już pochłonięty. Stąd, obserwując ilość światła o różnych częstotliwościach odbijającą się od mózgu, naukowcy mogą śledzić przepływ krwi.
W wypadku tworzenia mapy aktywacji technika ta jest nazywana tomografią optyczną światła rozproszonego (diffuse optical tomography, DOT).
W przypadku rejestrowania rozproszenia światła w wyniku zmian w komórkach dokonujących się podczas pobudzenia neuronów jest to sygnał optyczny związany ze zdarzeniem (event-related optical signal, EROS).

Przeczytaj ostrzeżenie dotyczące informacji medycznych i pokrewnych zamieszczonych w Wikipedii.